# Blazer (Schiffstyp)

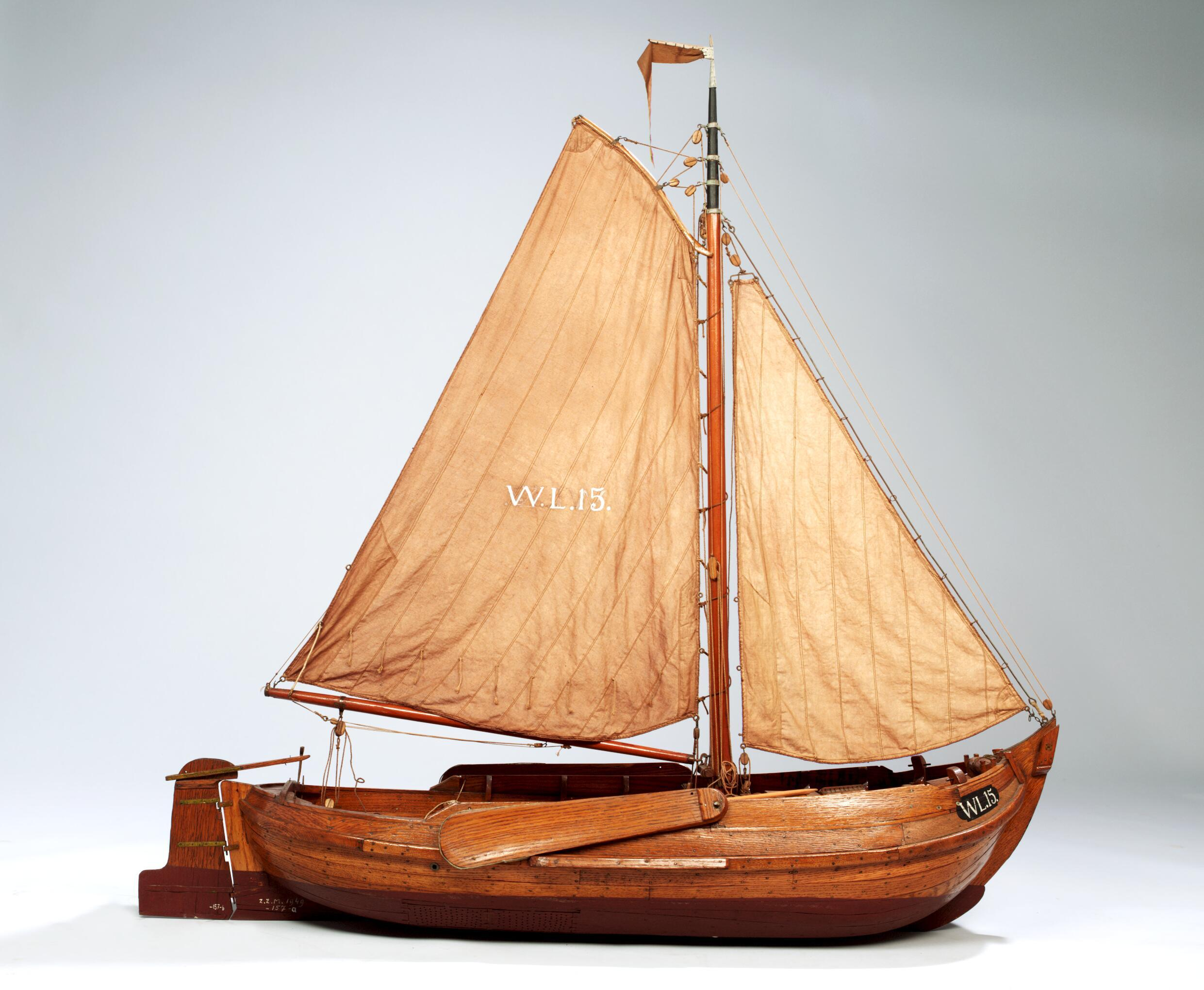
Modell eines Blazers im Zuiderzeemuseum, Enkhuizen, Niederlande

Der Blazer ist ein niederländischer Fischerboottyp. Es handelt sich dabei um ein seegängiges Plattbodenschiff aus schwerem Eichenholz, das in der zweiten Hälfte des 19. Jahrhunderts aufkam und speziell für Küstengewässer der Nordsee entwickelt wurde.
Ein Motorblazer ist ein in der Regel nachträglich mit einem Hilfsmotor ausgestatteter Blazer, wobei der Motor im Achterschiff positioniert wurde.

## Konstruktion

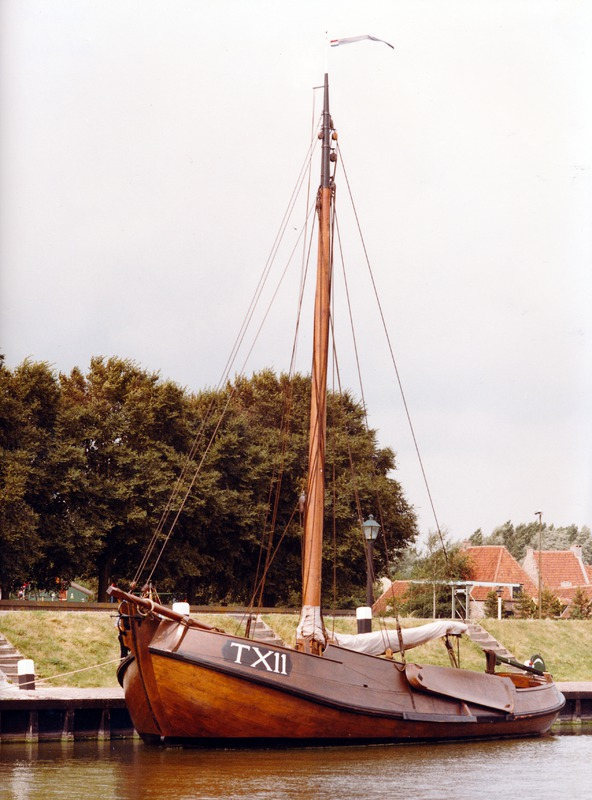
Blazer TX 11, Insel Texel, Westfriesland, Niederlande

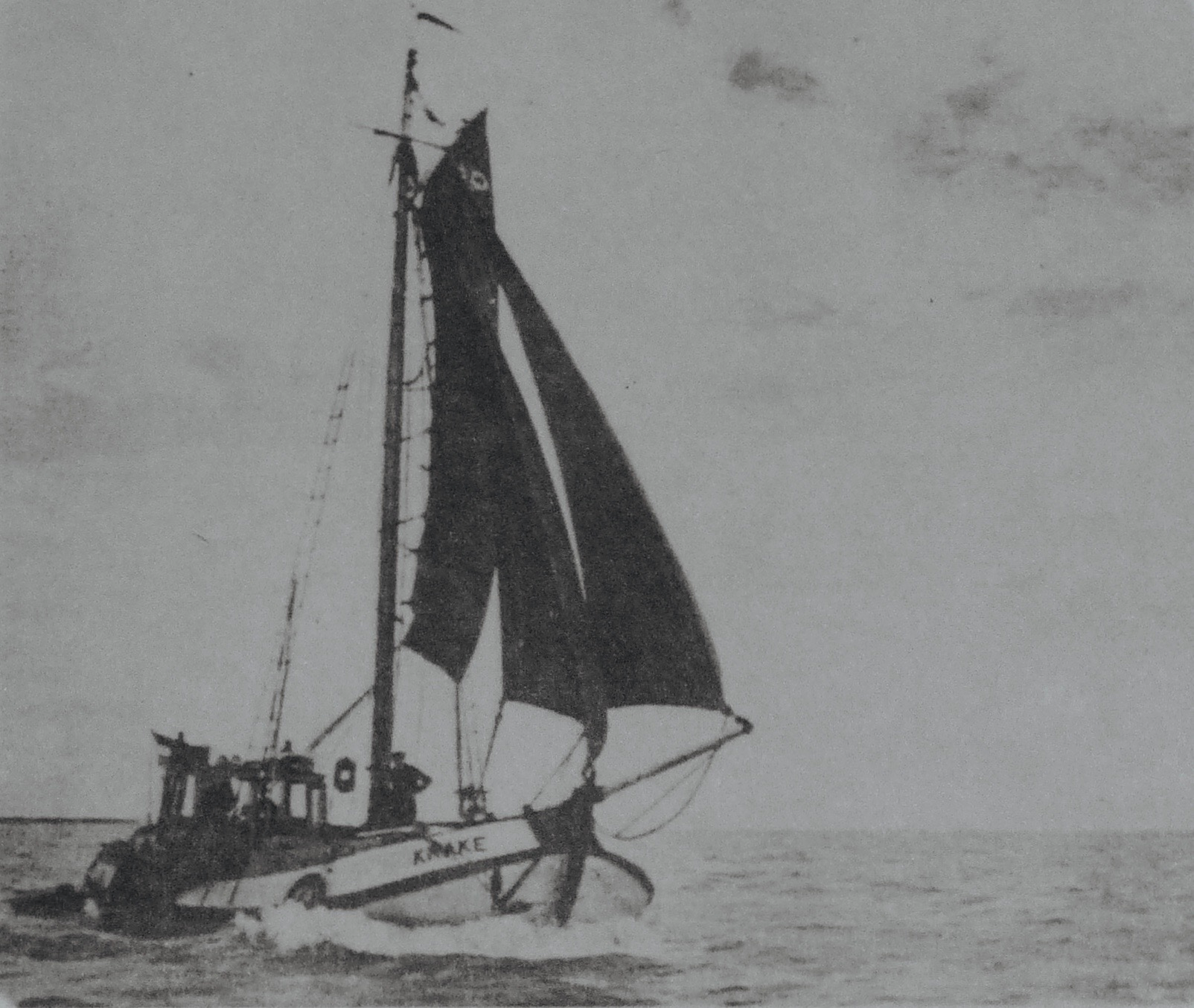
Blazer ZK 14 aus Zoutkamp, später als Krake bekannt

Gebaut wurden Blazer von den Werften in Hindeloopen, Makkum und Warkum. Er weist Gemeinsamkeiten mit den Fischerboottypen Botter und Schokker auf.
Der voluminös bauchige Bug und das Achterschiff eines Blazers sind gerundet, der Vordersteven ist gebogen, der Achtersteven gerade. Das Vorschiff ist bis zum Mast gedeckt, ein Schanzkleid verlängert den Rumpf nach oben hin. Am Mast wird ein Gaffelsegel gefahren; als Vorsegel werden Fock und Klüver gesetzt. Der Blazer verfügt über eine Pinnensteuerung. Die lang und schmal ausgeführten Seitenschwerter sollen ein seitliches Abtreiben begrenzen oder vermeiden. Bei Leergewicht verfügt ein Blazer über einen sehr geringen Tiefgang von etwa einem halben Meter.
Blazer wurden in unterschiedlichen Abmessungen gebaut. Je nach Länge ist er mit einem oder zwei Masten ausgestattet, wobei einmastige den Regelfall darstellen. Blazer aus dem nordholländischen Wieringen (Schiffskennung WR) wurden beispielsweise in einer Länge von etwa 11 Metern ausgeführt, solche der Insel Texel (Schiffskennung TX) fielen mit etwa 14 Metern etwas länger aus. Beide Varianten verfügen über jeweils einen Mast. Demgegenüber sind die Blazer von Paesens und Moddergat noch länger und verfügen dann teilweise über zwei Maste.
Vor dem Mast verfügt ein Blazer unter Deck über eine niedrige Kajüte für die Mannschaft. Hinter dem Mast ist er bis zum Heck offen. Mittschiffs verläuft eine Aussparung (Bünn oder Fischkasten), aus der die Mannschaft ihren Fang aufnehmen kann.
Die Seitenlinie des Blazers fällt vom Vorschiff über mittschiffs nach achtern sukzessive ab und steigt knapp vor dem schmaler gerundeten Heck wieder ganz leicht an. Der Ruderschaft bzw. Ausleger steht nahezu vertikal. Im Vergleich zum zierlicher erscheinenden Botter weist der Blazer auf dem Vorschiff ein breites, höheres und kräftigeres Schanzkleid auf, das diesen Schiffstyp kennzeichnet, ihn deutlich schwerer und stärker erscheinen lässt.
Die Spanten (Traversen) im Vorschiff sind konvex geformt, im Heck weisen sie eine S-Form auf.

## Einsatzgebiete
Dieser Schiffstyp eignet sich speziell für Küstengewässer der Nordsee, die nördliche Zuiderzee (IJsselmeer) und das Wattenmeer. Blazer wurden vor allem in den nördlichen Seegatten um die westfriesischen Inseln eingesetzt, kamen aber auch auf den Strömen Seelands vor. Bei Ebbe konnte das Schiff dank seines flachen Bodens ohne zu kippen auf dem trocken gefallenen Wattboden aufliegen.
Der Blazer wurde vorwiegend für die kommerzielle Fischerei eingesetzt, für Garnelen, Kabeljau, Muscheln, Schollen, Seehecht.

## Bekannte Blazer
- Krake ZK 14, des deutschen Reformpädagogen, Barden und Schriftstellers Martin Luserke (1880–1968)